# Johan Sebastian Welhaven
Johan Sebastian Cammermeyer Welhaven (22. december 1807 i Bergen—21. oktober 1873 i Christiania) var en norsk digter.

## Baggrund
Welhavens farmor og farfar var indvandret fra Tyskland til Bergen, hvor Welhavens far var præst ved de spedalskes sygehus. Welhavens mor, Else Margrethe Cammermeyer (1785-1853), havde danske forældre. Gennem hendes mor Maren Heiberg var Welhaven en slægtning af J.L. Heiberg. Som én af 11 søskende voksede han op i præsteboligen i Domkirkegaten. Han gik i latinskole, hvor læreren Lyder Sagen fik stor indflydelse på hans udvikling ved sin undervisning i norsk. Mest udmærkede Welhaven sig dog i faget tegning.

## Virke
Welhaven blev student i 1825 og tog en tid efter fat på det teologiske studium. Han fuldførte hverken dette eller noget andet studium. I 1828 døde hans far. Helt frem til 1840, da han blev utnævnt til lektor i filosofi, levede Welhaven i yderst slette økonomiske kår. Han har selv betegnet dette afsnit af sit liv som "Kamp og Nød mellem Fremmede".
Welhaven var et ivrigt medlem af Det Norske Studentersamfund og sjælen i alt indenfor det litterære liv, ikke mindst det guldalderen i Danmark. Men i tiden omkring 1830 gærede det politisk rundt om i hele Europa, og i Norge optrådte Henrik Wergeland i tale og skrift som begejstret talsmand for alle frihedens ideer og en stærk modstander af både den svenske kongemagt og den danske åndsmagt. Tidligt luftede han sin uvilje mod den æstetiske retning, der havde Welhavens slægtning J.L. Heiberg i spidsen, og krænkede i sine digte Welhavens æstetiske sans, så han blev nødt til at give sin forargelse luft og værge skønhedens tempel mod denne barbar.
Den første tid af Welhavens forfattervirksomhed blev dermed præget af hans strid med Wergeland. Sommeren 1830 rykkede han ud med digtet Til Henrik Wergeland og begyndte med spørgsmålet: "Hvor længe vil du rase mod Fornuften?" - indledningen til den langvarige og bitre strid, kaldt Stumpefejden, mellem de to digtere og de to partier, der støttede dem. Stumpefejden udbrød i september 1831, da de to begyndte at udveksle spottende epigrammer i Studentersamfundets håndskrevne blad. Fejdens navn skyldes et brev fra Wergeland (under pseudonymet Siful Sifadda) til Studentersamfundet, hvor han understregede satirens betydning: "frem med bidende Smaastumper!" Fejden blev offentlig, da C.N. Schwach i Trondheim uden Welhavens vidende udgav hans "stumper" under titlen Tre Dosin Complementer til Henrik Wergeland (1832). Wergeland svarede med samme mønt i to udgivelser af Sifuliner, og Welhaven svarede med sine tre Tylvter, Supplementer til Siful Sifaddas Stumper. Stumpefeiden kulminerede i Welhavens kritiske værk Henrik Wergelands Digtekunst og Polemik ved Aktstykker oplyste (1832). Welhaven var bedre anlagt for det forstandsmæssige, pointerede vid end sin modstander.
På samme tid blev Welhaven valgt ind i redaktionen af ugeskriftet Vidar sammen med A.M. Schweigaard, P.A. Munch og Frederik Stang. Bladet blev udgivet af disse mænds parti. Welhaven var derefter væsentligt anmelder og kritiker. Det har han oplevet som en stor og vigtig gerning. Han var påvirket af Schiller og Goethe, men frem for alt af sin slægtning J.L. Heiberg. Selvbeherskelsens og det rolige overlægs æstetik lagde Welhaven som mål på Wergelands næmest brusende ungdomsdigte. Welhavens kritik af Henrik Wergeland blev mødt af dennes fader, Nikolai Wergeland, som forfattede et helt modskrift Retfærdig Bedømmelse af Henrik Wergelands Poesi og Karakter. Welhaven gav intet direkte svar. For ham var det de samme uklarheder, som lå til grund for Wergelands æstetiske råhed, der også voldte samtidens politiske rabalder. Digterfriheden og den politiske frihed blev misforstået, mente Welhaven.
I slutningen af 1834 udkom hans første større digterværk, Norges Dæmring, en række sonetter udgivet nogle måneder efter hans afhandling Kristianias Vinter- og Sommer-Dvale. Norge vandt sin frihed i 1814, men landet lå efter Welhavens mening åndeligt øde. I stedet trivedes pral og store ord, hule fraser om frihed og begejstring. Ude i Europa gærede det overalt, men der gjaldt det da noget, mens Norge allerede havde en fri forfatning. Alligevel gik bølgerne højt, hvad Welhaven kaldt et "Abespil", for selv den frieste forfatning er en tom ramme, når den ikke får sit liv indefra. Han efterlyste en "Aandens Karantæne" selv om selvstændighed ikke opnås ved at sidde gemt bag en mur. En stadig vekselvirkning med fremmed åndsliv mente han ville få den nationale ejendommelighed frem i ren form, renset for "forskruet Kraft" og "overdreven Grønhed". Welhavens skarpe stemme mildnes af længsel og sorg, når han taler om sit savn efter kunst og sympati for sin egen kunstneriske trang.
Norges Dæmring vakte en storm så voldsom som få andre norske udgivelser. Digtet blev angrebet og forsvaret i mængder af avisartikler og i hele bøger. Nikolai Wergeland foreslog i et modskrift, at alle fædrelandsvenner skal kaste digtet på ilden den førstkommende 17. maj. Forslaget blev virkelig bragt til udførelse i et par bygder, og det med stor højtidelighed. Welhavens kritik af sine landsmænd, der ville bryde de kulturelle forbindelser mellem Norge og Danmark, medførte, at han blev kaldt en landsforræder.
Welhaven afsluttede sin strid med Wergeland og hans parti våren 1838. Han skrev da i bladet Den Constitutionelle en længere artikelrække "Om norske Presse-Anliggender". Den nærmeste foranledning til disse artikler var striden om Wergelands skuespil Campbellerne, som var blevet opført på Christiania Theater og udpebet af Welhavens venner. Men til samme tid begyndte Welhaven i digte en polemik af anden art, hvor han ikke gik direkte løs på sin modstander og hans tilhængere. Det virkede dertil nedbrydende for hans venskab med Wergelands søster Camilla Wergeland, som han stod nært. Flere af hans digte handler om hende - også digte skrevet længe efter, at begge var i andre forhold.
Der kom en Stands i Soiréen,
da Præstens Datter traadte ind,
og Sladren, der gik om til Theen,
blev stum ved hendes lette Trin.
Miljøet i Christiania var begrænset, og Welhaven stødte jævnligt på Camilla Wergeland, når hun kom til byen. Hun var hemmeligt forelsket i ham, hvilket fremgår af hendes breve og dagbøger, hvor hun omtalte ham som "St. Sebastian", et udtryk Welhaven satte pris på. Han skrev til hende i 1859, at han havde følt sig "hendraget" til hende, men det var svært ud fra hans forhold til hendes bror Henrik Wergeland og hendes far, som han lå i offentlige fejder med. Han foreslog et "smukt" søskendeforhold mellem dem, og forelskede sig dybt i Camillas veninde, Halfdan Kjerulfs søster Ida (1817-40). Camilla Wergeland på sin side blev gift med Peter Jonas Collett fra Welhavens kreds, men hun forblev resten af livet optaget af Welhaven, der i februar 1836 afsluttede et brev til hende sådan: "Og nu skulde jeg sige Farvel; men kan det ikke riktig. Jeg holder Dig atter i mine Arme og føler Savnet dybere."
Midt under Campbeller-striden udgav han digte som Goliath, Møkkurkalv og Flyvefisken. Digtet Kalchas sigter til hans langvarige og opslidende strid for at opnå en stilling som professor ved universitetet. I 1839 blev der oprettet et nyt lektorat i filosofi. Da Welhaven meldte sig til stillingen, begyndte straks hadske angreb på ham i aviserne. Han var da heller ikke særskilt uddannet til nogen stilling, og hans kundskaber var højst mangelfulde. Alligevel blev han indstillet til posten af universitetets prokansler, grev Wedel, men først efter to års sagsbehandling blev han konstitueret som lektor for to år.
I 1837 havde Welhaven friet til Ida Kjerulf, men han havde intet at forsørge en kone med, og hendes forældre forbød de to at mødes mere. Først i 1840, da Ida var dødssyg af tuberkulose, blev forbindelsen acceptabel for dem. Hun døde i december 1840, og Welhaven udtalte senere til sin søster Maren Sars: "Da Ida døde, brast en Streng i mit Hjerte, som aldrig heles."
Midt i al denne hjertesorg fortsatte de hadske angreb, men i 1843 blev Welhaven fast udnævnt til lektor og 1846 til professor.
Welhaven har udgivet fire digtsamlinger, den første 1839 og den sidste 1860. Den første overraskede hans landsmænd ved at vise nye træk i hans digterpersonlighed. Der hvilede over mange af digtene en mild og blid stemning som man ikke havde ventet, da det stridslystne hidtil havde været det mest fremtrædende. I hele hans digtning ytrer sig en stærk trang til at fordybe sig i sjælens indre liv; under al strid og larm og under politikkens plumpe råb lyttede han til en røst i sit indre, som stilt trøster ham med, at sjælens liv har en vår, som ikke kan nås af truende ydre magter.
En stærk personlig følelse ligger til grund for de fleste digte; men samtidig har Welhaven en blyhed, som lader ham gemme bort det personlige, så at det ikke altid er let at se. Han kommer oftere tilbage til, hvor liden sympati han blev mødt med i sin ungdom, og hvorledes det har virket hemmende på hans udvikling, at han ved kamp måtte rydde en plads for sin digtning. Kom der stadig mere stilhed over hans digte, så må det ikke glemmes, at han hele livet igennem havde sit felt, hvor han lige frejdig
førte sin fejde. Det var det selskabelige liv i Kristiania, som stadig bragte ham i harnisk.
I samtalens frie løb kastede han alle bånd og lod alle sine evner frit udfolde sig; der kom over ham en improvisationens kraft, som næppe helt er kommen til sin ret i hans digte. Det skarpe og det myge, kritik og lyrik, skiftede i lunefuld veksel. Hans kritik af personer og forhold var hensynsløs. Men når så stormbygen var over, kunde alt igen som i de norske fjorde ligge med sol over vand, over li og løv. Alt, hvad han fortalte, var fængslende, og hans følsomme natursans gav gennemåndede billeder af norsk natur. Denne kritik har da også fundet sit udtryk i hans digte.
Fra slutningen af 1830'erne pågik en stor forandring hovedstaden, som fik et europæisk sving over sig. Men Welhaven anså denne dannelse som en ren halvkultur, og beskrev den i digtet Soirée-Billeder. I Ekstremer og Den første Kærlighed høres hans harme over den norske hovedstad, hvor damerne er dukker og herrerne dresserede træmænd eller helt rå, uden rum for en udpræget personlighed med stærke følelser. Der er i det sidstnævnte digt linjer, som minder om Ibsen. Sårede Welhaven mange ved sin kritik, var han også selv blevet såret.
Hvad man kanske først bliver opmærksom på i Welhavens digte, er hans stemningers nære forhold til naturen. Hans stemning synes at hvile over landskabet, og at skifte lys og mørke med det. Først og fremmest er Vestlandets natur hans sjæls billede med lyse lunde under mørke, truende fjelde. Her er hans egen dobbelthed, hans længsel mod fred side om side med stridslyst.
Romantikken slog an hos Welhaven, der delte dens begejstring for norsk natur og forfædrene. Blandt hans romancer kan nævnes Asgaardsrejen, Dyre Vaa og En Vise om Hellig Olaf. Folketroens overnaturlige væsner, ikke mindst huldren, opfattede Welhaven som en åndeliggjort natur. Edvard Grieg havde kendt hans digte fra sin ungdom, og satte musik til Dyre Vaa i 1880 og Til Ole Bull i 1901. Han tilegnede også Welhaven to af sine kompositioner: Serenade til Welhaven op.18 nr.9 for baryton solo og herrekvartet (med tekst af Bjørnstjerne Bjørnson) og "Ved J.S. Welhavens Båre" (med tekst af Jørgen Moe, 1873). 
Welhavens æstetik, som fra først af fremhævede planens klarhed, lægger nu stor vægt på, at digtningen er grundet på erfaring og selvoplevelse, set i erindringens lys, som i Den salige, mindedigtet om Ida Kjerulf.
I løbet af 1840'erne sluttede Welhaven sig ligesom Bjørnstjerne Bjørnson til skandinavismen i håb om en bedre forståelse mellem de tre lande. I skandinavismen så han også en modvægt mod en forsnævret norsk patriotisme. Ved de skandinaviske fester optrådte han jævnlig som taler. I 1845 giftede han sig med den danskfødte, men af fransk afstamning, Josephine Bidoulac, som han fik fire børn med.
Welhavens arbejder i prosa kan i værd ikke stilles ved siden af hans digte. Kun ét af disse arbejder, Billeder fra Bergenskysten, har opnået nogen større popularitet. Som professor holdt han forelæsninger over norsk litteraturhistorie, og af disse udgav en større afhandling Ewald og de norske Digtere (1863). Han fremhæver det norske
selskabs store betydning for den dansk-norske litteratur. Allerede i 1868 måtte Welhaven på grund af sygdom søge afsked som professor; han havde skrantet i flere år.
Hans samlede skrifter udkom i 8 bind 1867-68. En statue af Welhaven, udført af billedhuggeren Utsond, blev rejst i Oslo i 1908. Sønnen Hjalmar Welhaven blev en kendt arkitekt, og en af Hjalmar Welhavens sønner, Sven Welhaven (1890–1955), gjorde det godt som skihopper.